# Chiesa di Sant'Andrea (Varese Ligure)
La chiesa di Sant'Andrea è un luogo di culto cattolico situato nella frazione di Salino nel comune di Varese Ligure, in provincia della Spezia. L'edificio è sede della parrocchia omonima della diocesi della Spezia-Sarzana-Brugnato.

## Storia e descrizione
La chiesa vera e propria nacque nel XV secolo dalle mura del preesistente castello di Salino, edificato nel medioevo durante la dominazione dei signori omonimi, feudatari dipendenti della curia vescovile di Brugnato.
Forse in località Valle, nei pressi del locale cimitero, già esisteva una sorta di luogo di culto anche se non vi sono fonti certe e attestabili.